# البطولات الوطنية الأمريكية 1963 (كرة مضرب)
قائمة بالأبطال في 1963 البطولات الوطنية الأمريكية لكرة المضرب (المعروفة الآن باسم أمريكا المفتوحة):

## الكبار

### فردي رجال
رفائيل أوسونا هزم  فرانك فرويهلينغ 7-5 6-4 6-2

### فردي سيدات
ماريا بيونو هزم  مارغريت سميث كورت 7-5, 6-4